# Ruine Waldhausen
Die Ruine Waldhausen ist eine abgegangene mittelalterliche Höhenburg ohne sichtbare Überrest auf dem Gebiet der Gemeinde Fisibach im Kanton Aargau.

## Lage
Der Burgstall liegt südlich des Weilers Waldhausen oberhalb des Bachsertals. Nach Süden und Osten war die Burg durch Steilhänge gesichert, nach Norden und Westen durch Gräben. Früher verlief die Kantonsgrenze zwischen den Kantonen Aargau und Zürich durch die Ruine. Aufgrund einer Grenzkorrektur liegt das Gelände seit 1982 vollständig im Aargau.

## Geschichte
Über die Burg ist wenig bekannt. Erstmals urkundlich erwähnt wurde sie im Jahre 1113, als die «Freien von Waldhausen» die von ihnen gegründete Propstei Wislikofen mit deren Grundbesitz dem Kloster St. Blasien im Schwarzwald schenkten. In dieser am 27. Dezember ausgestellten Urkunde wurden die Orte Böbikon, Mellikon, Rümikon, Schneisingen und Siglistorf, in denen die Propstei Grundbesitz hatte, erstmals erwähnt. Die Burg wurde 1440 verlassen und bereits in einer Grenzbeschreibung von 1470 als Ruine bezeichnet.